# 横屋駅
横屋駅（よこやえき）は、岐阜県瑞穂市横屋字大跡にある、樽見鉄道樽見線の駅である。駅番号はTR03。

## 歴史
- 1960年（昭和35年）2月15日：国鉄樽見線の駅として開設[1]。旅客のみを取り扱う駅員無配置駅[2]。
- 1984年（昭和59年）10月6日：第三セクター樽見鉄道へ転換、同社の駅となる[1]。

## 駅構造
単式ホーム1面1線を有する地上駅。仮乗降場のように簡素な作りだが、ホームはコンクリート製である。
無人駅。駅舎は無いが、ホーム上には待合所が設置されている。

## 利用状況
2019年度の1日平均乗降人員は112人である。
近年の1日平均乗降人員の推移は以下の通り。
| 年度   | 1日平均 乗降人員 | 出典             |
| ------ | ---------------- | ---------------- |
| 2003年 | 96               | [ 3 ]            |
| 2004年 | 112              | [ 4 ]            |
| 2005年 | 116              | [ 5 ]            |
| 2006年 | 88               | [ 6 ]            |
| 2007年 | 88               | [ 瑞穂市統計 2 ] |
| 2008年 | 86               | [ 瑞穂市統計 2 ] |
| 2009年 | 88               | [ 瑞穂市統計 2 ] |
| 2010年 | 106              | [ 瑞穂市統計 2 ] |
| 2011年 | 86               | [ 瑞穂市統計 3 ] |
| 2012年 | 86               | [ 瑞穂市統計 3 ] |
| 2013年 | 84               | [ 瑞穂市統計 3 ] |
| 2014年 | 98               | [ 瑞穂市統計 3 ] |
| 2015年 | 96               | [ 瑞穂市統計 3 ] |
| 2016年 | 98               | [ 瑞穂市統計 4 ] |
| 2017年 | 100              | [ 瑞穂市統計 4 ] |
| 2018年 | 94               | [ 瑞穂市統計 5 ] |
| 2019年 | 112              | [ 瑞穂市統計 1 ] |

## 駅周辺
駅西側は住宅地となっているが、田畑もある。小学校もこちら側にあり、西へ抜けると揖斐川に至る。駅東側は田畑が広がるが、住宅が点在する。東へ抜けると犀川に至る。
- 瑞穂市立南小学校
- みずほバス「南小学校」停留所
- 牛牧団地
- 瑞穂牛牧郵便局
- 西満寺
- 徳源寺
- 加茂神社
- 犀川

## 隣の駅
樽見鉄道
■樽見線
東大垣駅 (TR02) - 横屋駅 (TR03) - 十九条駅 (TR04)